# Нежность (фильм, 2011)
«Нежность» (фр. La Délicatesse) — романтическая французская комедия, основанная на одноимённом романе Давида Фонкиноса, вышедшая на экраны в 2011 году.

## Сюжет
Счастливая жизнь главной героини Натали моментально рушится — её муж погибает под колёсами машины. Чтобы заглушить душевную боль, она полностью посвящает себя работе и быстро продвигается по карьерной лестнице. В один из обыденных дней к ней в кабинет заходит невзрачный, скромный коллега по имени Маркус, на которого никто никогда не обращал внимания. Погруженная в свои мысли, охваченная необъяснимым импульсом, Натали целует его. С этого дня жизнь двух одиноких сердец кардинально меняется…

## В ролях
- Одри Тоту — Натали
- Франсуа Дамиенс — Маркус
- Жозефин де Мо[фр.] — Софи, лучшая подруга Натали
- Бруно Тодескини — Шарль Деламайн, директор
- Пио Мармай — Франсуа, муж Натали
- Мелани Бернье[фр.] — Хлоя
- Ариан Аскарид — мать Натали
- Кристоф Малавуа — отец Натали
- Моник Шометт[фр.] — бабушка Натали
- Одри Флеро — секретарша Шарля
- Виттория Сконьямильо

## Награды и номинации

### Номинации
- 2012 — Премия «Сезар»
  - Лучший адаптированный сценарий
  - Лучшая дебютная работа